# Jumbo (gruppo musicale)
I Jumbo sono stati un gruppo musicale rock progressivo italiano nato alla fine del 1969 a Milano.

## Storia del gruppo
Il gruppo si forma a Milano grazie al cantautore Alvaro Fella (proveniente dai The Juniors), il cui soprannome Jumbo viene scelto come nome della formazione, e che vede Daniele Bianchini alla chitarra, Sergio Conte alle tastiere, Aldo Gargano al basso, Vito Balzano alla batteria e Dario Guidotti al flauto.
Nel 1970 Alvaro Fella incide i primi singoli di cover per la Numero Uno, mentre nel 1972 registra con amici musicisti il primo album, che segna il debutto della band, con il nome di JUMBO, con etichetta Philips, di livello qualitativo superiore ai precedenti singoli, anche se i brani dell'album possono ancora essere iscritti nella tipica forma e negli stilemi del cantautorato italiano. Ma è nel 1972, con la pubblicazione del secondo album del gruppo, DNA, che i Jumbo mutano nelle modalità compositive un proprio stile dai connotati tipici del rock progressivo con venature che sconfinano verso la musica hard blues, raccogliendo il plauso degli appassionati del genere. L'album infatti si apre con una lunga session in tre parti dal titolo Suite Per Il Sig. K, che occupa tutto il primo lato, con canzoni più brevi nel lato B, con testi piuttosto semplici e diretti, che perlopiù trattano di tematiche filosofico/politiche.
Nel 1973 entra il batterista Tullio Granatello in sostituzione di Vito Balzano che lascia il gruppo. Nello stesso anno i Jumbo pubblicano il loro terzo album, Vietato ai minori di 18 anni?, con musiche d'avanguardia (alle quali collabora Franco Battiato) e testi forti che ne provocano il bando dai programmi radiofonici. Successivamente il tastierista Sergio Conte lascia il gruppo, spinto da nuove esperienze musicali, realizzando un album con Flora Fauna Cemento. Sempre nel 1973 i Jumbo partecipano al Festival Pop di Viterbo insieme ad altri artisti come Alan Sorrenti, Mauro Pelosi e molti altri.
Il gruppo continua a esibirsi dal vivo ancora per alcuni anni partecipando ai festival di Parco Lambro nel 1975 e 1976, dopo aver pubblicato l'ultimo singolo nel 1975. Il gruppo infine si scioglie per poi tentare di riformarsi con qualche cambio nella formazione su iniziativa di Daniele Bianchini nel 1983, per la registrazione dell'album Violini d'autunno, e in seguito nel 1990, per un concerto a Parigi dal quale venne prodotto un CD Live. Nel 2001  viene pubblicato il CD Passing by con delle registrazioni effettuate tra il 1991 e il 2001 da Daniele Bianchini, Alvaro Fella, Dario Guidotti e Tullio Granatello.

## Formazione
- Alvaro Fella – voce, chitarra acustica, sax, tastiere, percussioni (1970-1974)
- Daniele Bianchini – chitarra (1970-1974)
- Dario Guidotti – flauto, armonica, chitarra acustica, percussioni (1970-1974)
- Sergio Conte – tastiere, voce (1970-1974)
- Aldo Gargano – basso, chitarra (1970-1974)
- Vito Balzano – batteria, percussioni, voce (1970-1972)
- Tullio Granatello – batteria (1973)
- Enzo Cafagna – basso elettrico (dal 1975)

## Discografia

### Album in studio
- 1972 – Jumbo
- 1972 – DNA
- 1973 – Vietato ai minori di 18 anni?
- 1992 – 1983 - Violini d'autunno
- 2001 – 1991-2001: Passing By

### Album dal vivo
- 1992 –  Jumbo Live
- 2023 —  Live in Caremma 2023

### Singoli
- 1970 – In estate/Due righe da te
- 1970 – Montego bay/Due righe da te
- 1975 – Vorrei/Il re dei re del rock and roll

### DVD
- 2007 – Anthology